# 北海道三笠高等学校
北海道三笠高等学校（ほっかいどうみかさこうとうがっこう、Hokkaido Mikasa High School）は、北海道三笠市にある公立（市立）の高等学校。1945年（昭和20年）に開校した北海道立の三笠高等学校が存在したが2010年（平成22年）をもって生徒募集を停止。2012年（平成24年）3月に閉校した。その後三笠市に移管され、2012年（平成24年）4月に市立高等学校として開校した。北海道立時代とは違い、普通科はなく、主に調理師などの育成に特化したカリキュラムとなっている。

## 沿革
前身校（町立）
- 1944年11月27日 - 北海道三笠工業学校（三笠町立：採鉱科）として設置認可。
- 1945年4月1日 - 開校式。
- 1948年4月1日 - 学制改革により北海道三笠工業高等学校と改称。土木科・建築科を設置。
- 1949年3月31日 - 道立へ移管、建築科を廃止。

前身校（道立)
- 1949年4月1日 - 校歌制定。
- 1950年4月1日 - 定時制（土木科・採鉱科）を設置。
- 1951年3月31日 - 全日制普通科を5学級設置、北海道三笠高等学校と改称。
- 1951年4月1日 - 校章制定。
- 1951年5月1日 - 校旗制定。
- 1952年1月29日 - 新校舎落成に伴い現在地へ移転。
- 1952年5月31日 - 校舎新築落成式。
- 1954年3月3日 - 定時制工業科（採鉱）を廃止し、普通科を設置。
- 1956年2月28日 - 全日制家庭科を1学級設置。
- 1957年4月5日 - 全日制普通科が6学級編成となる。
- 1963年3月31日 - 全日制家庭科から家政科へ改称。
- 1964年3月31日 - 全日制工業科（採鉱）を廃止し、工業科（自動車）を1学級設置。定時制工業科（土木）を廃止し、全日制家政科が2学級編成となる。
- 1965年10月27日 - 創立20周年記念式典・図書館落成式。
- 1965年12月4日 - 屋内体育館落成式。
- 1966年9月1日 - プール落成。
- 1969年7月4日 - 三笠市より校地が寄付される。
- 1969年 - 第51回全国高等学校野球選手権大会出場。長野県代表松商学園高校に敗れる。
- 1970年4月1日 - 全日制普通科が5学級編成となる。
- 1972年3月1日 - 奔別炭鉱閉山に伴い生徒寄宿舎『若草寮』設置（1年限り）。
- 1973年1月9日 - 格技場落成式、『桑梓舘』と命名される。
- 1973年4月1日 - 全日制普通科が4学級編成となる。
- 1974年4月1日 - 定時制募集停止。
- 1975年9月21日 - 創立30周年記念式典。
- 1977年3月11日 - 定時制閉課式。
- 1980年4月1日 - 家政科が1学級編成となる。
- 1983年12月14日 - 校舎改築工事完工。
- 1985年2月22日 - 屋内体育館改修工事完工（ステージ増設）、プール移設工事完工。
- 1985年4月1日 - 工業科（土木・自動車）、家政科募集停止。普通科が6学級編成となる。
- 1985年10月27日 - 創立40周年・校舎落成記念式典。
- 1987年1月23日 - 部室を創立40周年事業協賛会より寄附される。
- 1987年3月31日 - 工業科・家政科が閉科。
- 1990年4月1日 - 普通科5学級編成となる。
- 1991年4月1日 - 普通科4学級編成となる。
- 1995年10月21日 - 創立50周年記念式典。
- 1996年4月1日 - 普通科3学級編成となる（1997年度のみ2学級）。
- 2000年4月1日 - 普通科2学級編成となる。
- 2002年4月1日 - コース制を導入（普通コース、ビジネスコース）。
- 2005年10月29日 - 創立60周年記念式典。
- 2008年4月1日 - 普通科1学級編成となる。
- 2010年4月1日 - 生徒募集停止。
- 2012年3月31日 - 閉校。

現校（市立）
- 2012年4月 - 市立の北海道三笠高等学校が開校（食物調理科）。

## 著名な出身者
- 石井郁子（衆議院議員、日本共産党所属）
- キートン山田（声優）
- 小日向文世（俳優）
- 西城賢策（三笠市長）
- 杉林功（お笑い芸人、カンカラのメンバー）
- 能登和夫（元三笠市長）
- 山口晃生（森雄二とサザンクロス、三代目ヴォーカル）